# Mediatizovaná území

Úplný znak Bádenského velkovévodství po roce 1806. V samostatných polích okolo znaku erby mediatizovaných panství pod knížecími a hraběcími hodnostními korunami. Proti směru hodinových ručiček: 1. Okněžněné hrabství Fürstenberg (Fürstenberkové), 2. Hrabství Heiligenberg (Dtto.), 3. Okněžněné hrabství Tengen (Auerspergové), 4. Okněžněné lankrabství Klettgau (zastoupeno znakem Hrabství Sulz, Schwarzenberkové)), 5. Velkovévodský statek Hagnau (Bádenští, původně Princ oranžský), 6. prázdné pole, 7. polcený znak Hrabství Leiningen-Billigheim (vlevo)/Hrabství Leiningen-Neudenau (vpravo) (Hrabata z Leiningenu, dva rody), 8. polcený znak Knížectví Krautheim (vlevo)/Panství Gerlachsheim (vpravo) (Salm-Reifferscheidtové), 9. statky knížat Löwenstein-Wertheim (větve Rosenberg a Freudenberg), 10. čtvrcený znak panství Bischofsheim, Düren, Lauda a Hartheim (zleva a shora, knížata z Leiningenu), 11. polcený znak Knížectví Leiningen (vlevo) a Rýnské Falce (vpravo) (Dtto.)

Mediatizovaná území jsou území bývalé Svaté říše římské, která byla přinejmenším do roku 1803 suverénními státy v rámci říše a o svou nezávislost přišla v letech 1803-1815 (viz heslo Mediatizace)

## Příčiny
Napoleon Bonaparte na přelomu 18. a 19. století úspěšně obsadil levý břeh Rýna a tamní velké pozemkové vlastníky, především drobné vládce a vysokou šlechtu zcela vyvlastnil. Jako náhradu přislíbil světským vládcům teritoria zbývajících duchovních vladařů (arcibiskupů, biskupů, klášterů – tzv. Velká sekularizace) spolu s naprostou většinou říšských měst, což později usnadnilo jeho plán na likvidaci Svaté říše. Na říšském sněmu r. 1803 s tím byl donucen souhlasit i císař František II. Tak zvané Zakončení mimořádné říšské deputace (něm. Hauptausschluss der außerordentlichen Reichsdeputation nebo jen Reichsdeputationhauptschluss) z 25. února 1803 zpečetilo osud duchovních knížectví a suverénních prelátů, stejně jako svobodných říšských měst i vesnic. Větší vládci si navíc v l. 1803–1806 protiprávně přisvojili statky říšského rytířstva a drobných vládců nezastoupených na říšském sněmu. Na nátlak císaře se v posledních letech existence říše podařilo některé tyto protiprávní anexe přechodně zvrátit. Přesto byly v říši zcela rozvráceny ty síly, které stály na katolické a císařské straně, což se v konečném důsledku ukázalo být pro Svatou říši osudným. 12. července 1806, necelý měsíc před konečným zánikem říše, pak pod Napoleonovou patronací vznikl tzv. Rýnský spolek větších říšských vladařů, který se od říše odtrhl a zároveň si již v zakládací listině stanovil za svůj krátkodobý cíl anexi řady teritorií drobných říšských stavů ve prospěch vládců-signatářů spolku. K dalším územním změnám došlo během napoleonských válek a většina z nich byla potvrzena na Vídeňském kongresu.
Území mediatizovaná roku 1803 najdete pod heslem Finální usnesení mimořádné říšské deputace.

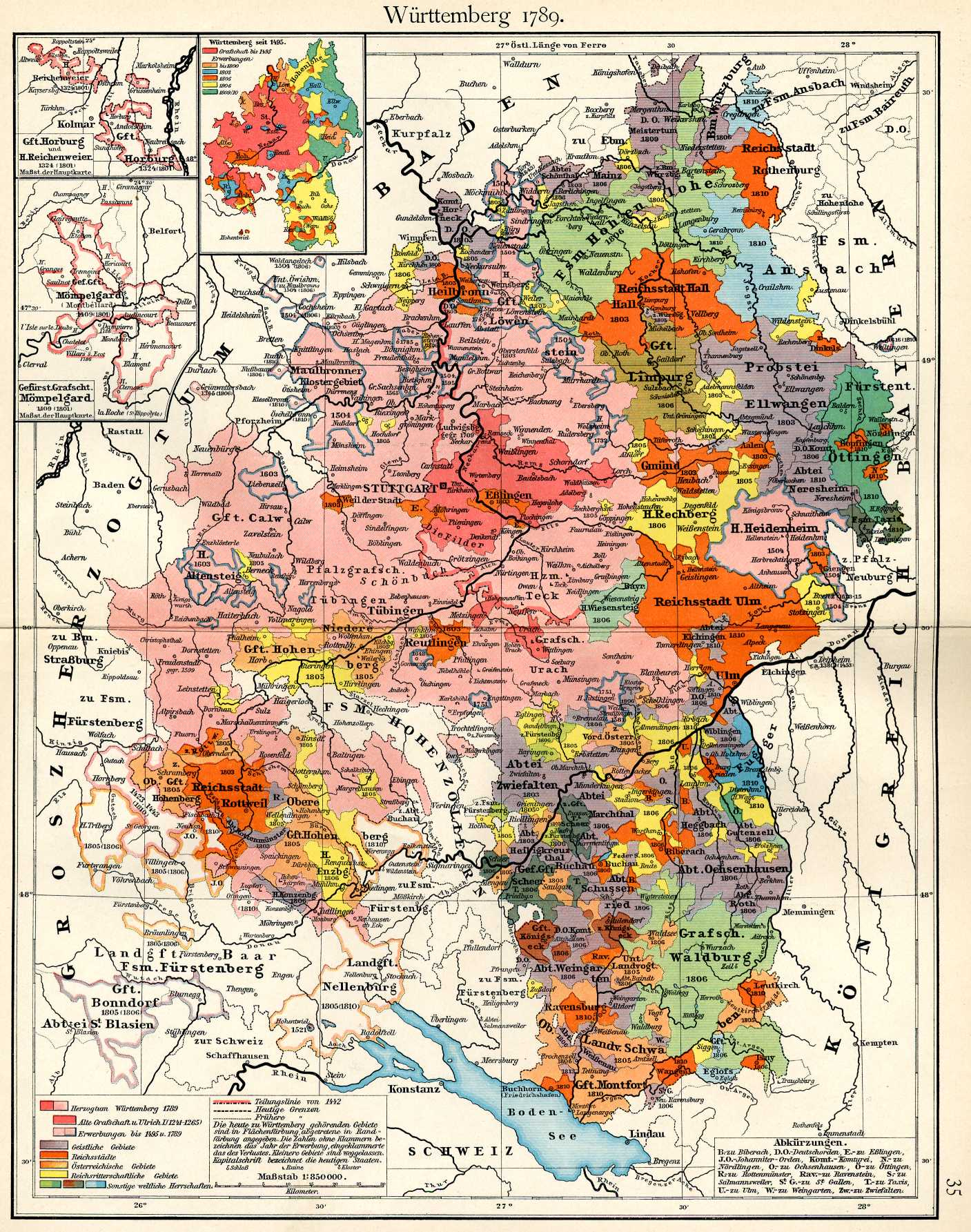
Územní vývoj Württemberska v l. 1789–1815. Na mapě lze sledovat zisky z mediatizací v l. 1806-15

## Seznam mediatizovaných území koncem roku 1806
Seznam rozčleněn podle suverénních států, které mediatizaci provedly, v závorce je uveden dosavadní držitel. Vypsána jsou území mediatizovaná mezi 12. červencem a koncem roku 1806, tedy ta, mediatizovaná z důvodu vzniku Rýnského spolku a následným mediatizacím států, které do Spolku do konce onoho roku přistoupily. Seznam také obsahuje veškerých území, který daný stát mediatizoval, bez ohledu na to, jestli takové území mělo vlastního drobného vládce nebo šlo o část území sousedního spolkového státu a bez ohledu na to, jestli území byl v budoucnu status mediatizovaného stavovského panství přiznán.

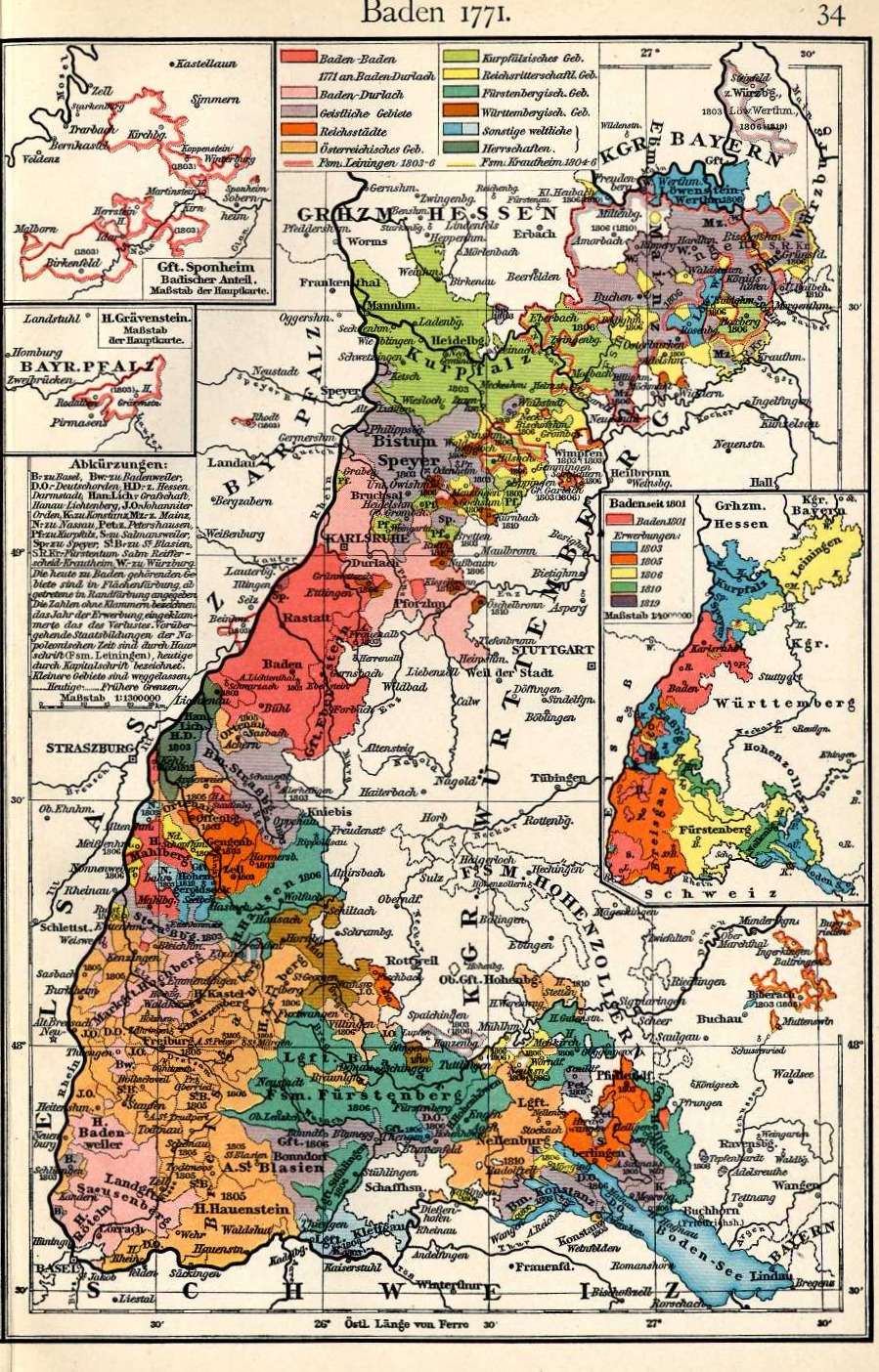
Územní vývoj Bádenska v l. 1771-1815. Na mapě lze sledovat územní přírůstky díky mediatizacím v l. 1806-15

### Zakládací státy Rýnského spolku

#### Království Bavorské
- říšské město Norimberk (svobodné říšské město)
- komenda Norimberk (velmistr Řádu německých rytířů)
- komendy Rohr a Waldstetten (Dtto.)
- komenda Altshausen (majitel Dtto., roku 1810 odstoupena hraniční dohodou Wüttembersku)
- okněžněné hrabství Schwarzenberg s  panstvím Seinsheim (kníže Schwarzenberg)
- panství Schillingsfürst (část knížectví Hohenlohe-Waldenburg) (kníže Hohenlohe-Schillingsfürst)
- hrabství Castell (hrabě Castell-Castell a hrabě Castell-Rüdenhausen)
- panství Speckfeld (dvě hrabata Rechteren-Limpurg, hrabě Pückler-Limpurg-speckfeldská linie, kníže Colloredo-Mannsfeld, hrabě Löwenstein-Wertheim-Freudenberg-starší linie, hrabě Isenburg-Wächtersbach, hraběnka Isenburg-Meerholz, hraběnka Salm-Grumbach, dva princové Sayn-Wittgenstein-Hohenstein, hraběnka Bentheim-Tecklenburg-Rheda)
- panství Wiesentheid (hrabě Schönborn, v r. 1807 založena větev Schönborn-Wiesentheid)
- panství Reichelsberg (Dtto.)
- okněžněné hrabství Sternstein (kníže Lobkowitz, kníže prodal Bavorsku r. 1807)
- obojí hrabství Oettingen (kníže Oettingen-Spielberg a kníže Oettingen-Wallerstein)
- okněžněné hrabství Edelstetten (kníže Esterházy z Galanty)
- malá část knížectví a kondominia Waldburg, resp. malá část hrabství Trauchburg (kníže Waldburg-Zeil-Trauchburg)
- panství Elgau, Glött, Ilgartschberg a Oberndorf (hrabě Fugger-Glött)
- panství Eppichhausen, Kirchheim, Türkenfeld a Schmüchen (hrabě Fugger-Kirchheim)
- panství Norndorf a Mickhausen, polovina panství Schwindegg, vsi Ehingen a Lauterbronn, osady Duttenstein, Diemingen a Wangenhof (hrabě Fugger-Nordendorf)
- hrabství Kirchberg,  panství Weißenhorn,[1] Bollenstetten, Marstetten a Pfaffenhofen (hrabě Fugger-Kirchberg)
- Knížectví Babenhausen (sestávalo z panství Babenhausen, Kettershausen a Boos), panství Biberach, Geiblingen a Wöllenburg, fojtství Röttenbach (kníže Fugger-Babenhausen)
- říšské okněžněné purkrabství Winterrieden (kníže Sinzendorf)
- hradský okrsek Freudenberg, bývalá kartouza Grünau a proboštství Triesenstein (hrabě Löwenstein-Wertheim-Freudenberg)
- panství Egglingen a hradský úděl Duttenstein (kníže Thurn-Taxis, r. 1810 smlouva o změně hranic a postoupení svrchovanosti Württembersku)
- bývalé benediktinské opatství Neresheim (majitel dtto., r. 1810 smlouva o změně hranic a postoupení svrchovanosti Württembersku)
- panství Buxheim (hrabě Ostein-Myllendonck, r. 1810 zděděno rodem Waldbott-Bassenheim)
- hrabství Lustenau (hrabě Waldburg-Zeil-Lustenau-Hohenems)
- rytířské panství (též zvané hrabství) Pappenheim (hrabě Pappenheim)
- hrabství Thannhausen (hrabě Stadion-Thannhausen)
- knížectví Lindau (Rakousko)
- statky posledních svobodných rytířů[2] (částečně získané již v předchozích měsících)

#### Království Württemberské
- panství Wiesensteig (Bavorsko)
- bývalé říšské město Biberach s pozemky (Bádensko)
- město Waldsee (Rakousko)
- hrabství Schelklingen (Dtto.)
- bývalé opatství Wiblingen (Dtto.)
- hrabství Baindt (hrabě Aspremont-Linden, r. 1812 prodáno obchodnické rodině z Ulmu)
- knížectví Windisch-Graetz sestávající z  hrabství Eglofs a panství Siggen (kníže Windisch-Graetz)
- část hrabství Gutenzell (hrabě Toerring-Jettenbach-Gronsveld)
- hrabství Heggbach (hrabě Waldbott-Bassenheim)
- hrabství Isny (hrabě Quadt-Wyckrath)
- hrabství Königsegg a  svobodné panství Aulendorf (hrabě Königsegg-Aulendorf)
- knížectví Ochsenhausen (kníže Metternich-Winneburg)
- hrabství Roth (hrabě Wartenberg-Roth)
- hrabství Schussenried (hrabě Šternberk-Manderscheid)
- hrabství Weißenau (Dtto.)
- hrabství Mietingen a Sulmingen (hrabě Plettenberg-Wittem)
- panství Neu-Ravensburg (kníže Ditrichštejn)
- panství Havingen (kníže Fürstenberg)
- panství Illereichen a Kellmünz (kníže Schwarzenberg)
- panství Tannheim (hrabě Schaesberg)
- rytířské panství Warthausen (hrabě Stadion-Warthausen)
- rytířská panství Hohenrechberg, Donzdorf, Weißenstein a Ramsberg (svobodný pán Rechberg-Rothenlöwen)
- rytířské městečko Schweigern, statek Bebenhausen, ves Neipperg a vsi Massenbachhausen a Klingenberg (hrabě Neipperg)
- část hrabství Weingarten (knížectví prince oranžského)
- hrabství Waldburg (kníže Waldburg-Wolffegg-Waldsee)
- panství Wolffegg, Waldsee a Winterstetten (Dtto.)
- panství Kißlegg (kníže Waldburg-Wolffegg-Waldsee a kníže Waldburg-Zeil-Trauchburg)
- hrabství Trauchburg (kníže Waldburg-Zeil-Trauchburg, r. 1810 předáno pod svrchovanost Bavorska)
- hrabství Zeil a panství Herroth (kníže Waldburg-Zeil-Trauchburg)
- panství Wurzach a Marstetten (kníže Waldburg-Zeil-Wurzach)
- okněžněné hrabství Friedberg-Scheer a panství Bussen, Durnheim a Dürmentingen (kníže Thurn-Taxis)
- knížectví Buchau (Dtto.)
- panství Gundelfingen a Neufra (Dtto.)
- zbytek hrabství Limpurg-Gaildorf (kněžna Solms-Braunfels, hrabě Isenburg-Meerholz, nevládnoucí hrabě Isenburg-Meerholz, hrabě Pückler-Limpurg-gaildorfská linie, hraběnka Pückler-Limpurg-gaildorfská linie, hrabě Solms-Rödelheim-Assenheim)
- jednotlivá knížectví rodu Hohenlohe (knížecí větve Langenburg, (Neu)Oehringen, Kirchberg, Schillingsfürst a Bartenstein)
- část knížectví Krautheim na levém břehu řeky Jagst (kníže Salm-Reifferscheid-Krautheim)
- trhová ves Dischingen, hradské léno Trugenhoffen a rytířský statek Ballmertshofen (kníže Thurn-Taxis)
- malá část hrabství Kirchberg (hrabě Fugger-Kirchberg)
- nedílové panství Dettelfingen (hrabě Hatzfeld, šlechtic von Adelsheim, Řád německých rytířů)
- statky posledních říšských rytířů (částečně získané již v předchozích měsících)

#### Velkovévodství Bádenské
- hrabství Bonndorf (Württembersko)
- město Breunlingen (Dtto.)
- město Villingen (Dtto.)
- město Tuttlingen (Dtto.)
- okněžněné hrabství Fürstenberg s okněžněným lankrabstvím Baar (kníže Fürstenberg)
- část hrabství Mößkirch na pravém břehu Dunaje (Dtto.)
- lankrabství Stühlingen (Dtto.)
- hrabství Heiligenberg a  panství Hausen (Dtto.)
- panství Hagnau (knížectví prince oranžsko-nasavského, součást Weingartenu, resp. Nasavsko-fuldského knížectví))
- okněžněné hrabství Umpfenbach (kníže Trauttmansdorff-Weinsberg, podle některých pramenů opomenuto a mediatizováno teprve r. 1811 Bavorskem, podle jiných Bádenskem považováno jen za statek říšského rytířstva, nikoli za stavovské panství, r. 1812 prodáno tajnému radovi von Feder zu Wertheim)
- okněžněné hrabství Thengen (kníže Auersperg, kníže prodal zemi Bádensku r. 1811)[3]
- okněžněné lankrabství Klettgau (kníže Schwarzenberg, kníže prodal zemi Bádensku r. 1812)
- okresy Neudenau a  Billigheim (hrabě Leiningen-Neudenau a hrabě Leiningen-Billigheim)
- knížectví Leiningen (kníže Leiningen)
- statky knížat a hrabat Löwenstein-Wertheim na levém břehu Mohanu
- část knížectví Krautheim na pravém břehu řeky Jagst (kníže Salm-Reifferscheid-Krautheim)
- okněžněné velkopřevorství Heitersheim a jeho exklávy (velkopřevor řádu Maltézských rytířů, fakticky okupováno od sklonku r. 1805, v roce 1809 předáno Württembersku)
- klášter St. Peter v Hochschwarzwaldu
- rytířské vesnice Adelshofen a Gemmingen (hrabě Neipperg)
- rytířské panství Rosenberg (kníže Löwenstein-Wertheim-Rosenberg)
- rytířské panství a kondominium Widdern (král württemberský - mimo bádenskou svrchovanost, dále kníže Löwenstein-Wertheim-Rosenberg, svobodný pán von Gemmingen, šlechtic von Zyllndhardt)
- statky říšských rytířů (získané většinou již v předchozích měsících)

#### Velkovévodství Berg
- město Duytz/Deutz (knížectví Nasavsko-Usingen)
- město a okres Königswinter (Dtto.)
- okres Willich (Prusko)
- panství Hardenberg (již před rokem 1806 pod svrchovaností Bergu, svobodný pán von Wendt)
- panství Gimborn-Neustadt (hrabě Wallmoden-Gimborn)
- rytířské panství Wildenburg (hrabě Hatzfeld-Weisweiler a hrabě Hatzfeld-Werther)
- panství Homburg (kníže Sayn-Wittgenstein-Berleburg)
- hrabství Bentheim (hrabě Bentheim-Steinfurt)
- hrabství Steinfurt (Dtto.)
- hrabství Horstmar ("porýnský a pustinný hrabě"[4] Salm-Grumbach-Horstmar)
- knížectví Rheina-Wollbeck (vévoda Looz-Corswarem)
- panství Styrum (hrabě Limburg-Styrum, r. 1809 po vymření rodu zdědila větev Limburg-Bronckhorst)
- hrabství Siegen (knížectví prince oranžského)
- část hrabství Dillenburg (Dtto.)
- hrabství Hadamar (Dtto.)
- okres (panství) Beilstein (dillenburské knížectví prince oranžského)
- hrabství Westerburg a panství Schadeck (hrabě Leiningen-Westerburg z mladší linie, stavovská práva prodána v r. 1814 Nasavskému vévodství, novému zeměpánu)
- část panství Runkel na pravém břehu řeky Lahn (kníže Wied-Runkel)
- statek Lage (hrabě von Wassenaer zu Opdam)
- statky posledních svobodných rytířů

#### Velkovévodství Hesensko-darmstadtské
- říšské purkrabství Friedberg (volený purkrabí)
- panství Heubach a Habitzheim (kníže Löwenstein-Wetheim-Rosenberg)
- panství Breuberg (kníže Löwenstein-Wetheim-Rosenberg a hrabě Löwenstein-Wetheim-Freudenberg)
- hrabství Erbach (hrabata Erbach-Erbach, Erbach-Schönberg a Erbach-Fürstenau)
- panství Ilbenstadt (hrabě Leiningen-Westerburg, starší linie)
- panství Gedern (hrabě Stolberg-Wernigerode)
- prefektura (Amt) a kondominium Ortenberg (hrabě Stolberg-Roßla a hrabě Stolberg-Wernigerode)
- rytířské panství (též hrabství) Schlitz (hrabě Schlitz zvaný "von Görtz")
- k říšskému rytířstvu patřící soudní okresy Lauterbach, Stockhausen, Moos a Freienstein (svobodný pán von Riedesel zu Eisenbach)
- hrabství Lich (kníže Solms-Hohensolms-Lich)
- hrabství Rödelheim včetně vesnice Praunheim (hrabě Solms-Rödelheim-Assenheim)
- panství a kondominium Assenheim (hrabě Solms-Rödelheim-Assenheim, purkrabství Friedberg pod svrchovaností Hesenska-Kasselska, hrabě Isenburg-Wächtersbach)
- kondominium (bývalé hrabství) Münzenberg (velkovévoda hesensko-darmstadtský, kníže Solms-Braunfels, hrabě Solms-Laubach, hrabě Stolberg-Wernigerode, hrabě Stolberg-Roßla)
- hrabství Laubach (hrabě Solms-Laubach)
- panství Engelthal (hrabě Solms-Wildenfels)
- panství Hungen a Wölferstein (kníže Solms-Braunfels)
- panství Griedel-Grüningen (Dtto.)
- hrabství Wittgenstein (kníže Sayn-Wittgenstein-Hohenstein)
- hrabství Berleburg (kníže Sayn-Wittgenstein-Berleburg)
- lankrabství Hesensko-homburské (lankrabě hesensko-homburský)
- nedílové panství Schüpfer Grund (hrabě Hatzfeld, svobodný pán von Hoheneck, svobodný pán von Gemmingen, rytíř von Seyfried)
- nedílové panství Staden (purkrabství Friedberg, hrabě Isenburg-Büdingen, svobodný pán von Hoheneck, rytíř von Löw zu Steinfurth)
- "Svobodný soud" (tzv. Freigericht, republika drobné šlechty) Kaichen (až do r. 1806 pod volnou lenní svrchovaností Friedberského purkrabství)
- statky zbylého říšského rytířstva (zčásti získány již v předchozích měsících)

#### Stát spolkového knížete-primase (Knížectví Aschaffenburg)
- říšské svobodné město Frankfurt (svobodné město)
- statky hrabat a knížat Löwensteim-Wertheim na pravém břehu Mohanu
- hrabství Rieneck, původně zvané purkrabství (kníže Colloredo-Mannsfeld, kníže prodává území knížeti-primasovi r. 1807)
- rytířské panství Burgsinn (svobodný pán von Thüngen)
- panství Eschau (část bývalého hrabství Erbach-Erbach) (hrabě Erbach-Erbach)
- statky říšského rytířstva

#### Společnévévodství Nasavské(vzniklo spojenímknížectví Nasavsko-UsingenaNasavsko-Weilburg)
- okresy Dierdorf,  Altenwied a Neuerburg (kníže Wied-Runkel)
- hrabství a kondominium Nieder-Isenburg (kníže Wied-Neuwied a hrabě von Walderdorff)
- knížectví Wied-Neuwied (Dtto.)
- hrabství Holzappel (kníže Anhalt-Bernburg-Schaumburg-Hoym)
- panství Schaumburg (Dtto.)
- část vsi Münzfelden (knížectví Nasavsko-Usingen)
- kondominium Kirberg (knížectví Nasavsko-Usingen a knížectví Nasavsko-Weilburg)
- hrabství Dietz (knížectví prince oranžského)
- okresy Wehrheim a Burbach (Dtto.)
- hrabství Sayn-Altenkirchen (knížectví Nasavsko-Usingen)
- hrabství Sayn-Hachenburg (knížectví Nasavsko-Weilburg)
- část panství Runkel na levém břehu řeky Lahn a panství Severn (kníže Wied-Runkel)
- rytířské statky[5][6] Reiffenberg a Kransberg (hrabě Waldbott-Bassenheim)
- hrabství Hohensolms (kníže Solms-Hohensolms-Lich)
- knížectví Solms-Braunfels sestávající z hrabství Braunfels a  panství Greifenstein (kníže Solms-Braunfels)
- panství Nievern a  Ahrenfels (kníže von der Leyen)
- rytířské panství Stein (svobodný pán von und zu Stein)

#### Knížectví Hohenzollern-Sigmaringen
- klášter Habsthal (volená benediktinská abatyše)
- bývalý klášter Kloster-Wald (šlechtic von Schütz)
- panství Achberg a Hohenfels, (velmistr Řádu německých rytířů, součást komendy Alschhausen, od prosince 1805 pod bavorskou okupací)
- panství Trochtelfingen (kníže Thurn-Taxis)
- panství Jungnau (Dtto.)
- panství Strassberg (kníže Fürstenberg)
- okres Ostrach (Dtto.)
- část hrabství Mößkirch na levém břehu Dunaje (Dtto.)
- rytířská panství Gammerfingen a Hettingen (svobodný pán von Speth zu Zwiefalten)
- statky posledních svobodných říšských rytířů

#### Knížectví Salm
- panství Gehmen (svobodný pán Boyneburg-Bömelberg)

#### Knížectví Isenburg
- hrabství Büdingen (hrabě Isenburg-Büdingen)
- hrabství Wächtersbach (hrabě Isenburg-Wächtersbach)
- hrabství Meerholz (hrabě Isenburg-Meerholz)
- rytířské panství Heusenstamm (hrabě Schönborn, r. 1807 založena větev Schönborn-Buchheim, r. 1814 prodáno hraběti Schönborn-Wiesentheid)
- les u Heusenstammu (Řád německých rytířů, majetek komendy ve Wetzlaru mediatizováno r. 1809)
- statky zbylého svobodného rytířstva

#### Vévodství Arenberg-Meppen
- hrabství Dülmen (vévoda Croÿ-Dülmen)

### Státy, které k Rýnskému spolku přistoupily do konce roku 1807

#### Velkovévodství Würzburg
- hrabství Tambach (hrabě Ortenburg-Tambach)
- rytířské panství Gersfeld (hrabě von Frohberg, do r. 1803 pod volnou svrchovaností fuldských biskupů, v l. 1803–1806 pod Nasavsko-Oranžsko-Fuldskem)
- rytířské panství a kondominium Tann (společně svobodný pán a dva rytíři von und zu der Thann, do r. 1803 pod volnou svrchovaností fuldských biskupů, v l. 1803–1806 pod Bavorskem)

#### Vévodství Sasko-Meiningensko
- rytířské statky rodu šlechticů Geyso zu Mansberg
- rytířské statky rodu svobodných pánů von Wechmar
- statky říšského svobodného rytířstva

#### Vévodství Sasko-Coburg-Saalfeld
- statky říšského svobodného rytířstva

#### Vévodství Sasko-Výmar-Eisenach
- statky říšského svobodného rytířstva

#### Království Saské
- Chotěbuzský kraj (Prusko)

### Stát, který nepřistoupil k Rýnskému spolku

#### Království Dánské
- rytířský statek Wellingsbüttel u Hamburku (svobodný pán von Kurztrock)

## Seznam mediatizovaných území roku 1815
Následující seznam uvádí pouze stavovská panství, garantovaná jednotlivým mediatizovaným rodům po Vídeňském kongresu. Území, která německé státy získaly mediatizací do bezprostředního držení, jsou uvedena v předchozím seznamu (pokud byla získána během r. 1806) nebo zde (s datem získání), ovšem jsou jako přímá država označena kurzívou. Uvádí se rok mediatizace, pokud tato neproběhla r. 1806. Následné změny držby až do poloviny 19. století jsou uvedeny jen tam, kde šlo zároveň o změnu hranic suverénních států). Uvedený seznam se zcela neshoduje se seznamem mediatizovaných rodů, pokud jde o osoby držitelů. Je tomu tak proto, že je nutné rozlišovat mezi právem autonomie na mediatizovaném území, tzv. stavovském panství a právy plynoucími z uznání příslušnosti k vysoké aristokracii, rovnorodé se suverénními panovnickými rody. Tento seznam zahrnuje pouze první skupinu, jejíž vymezení bylo závislé především na dobré vůli konkrétního zeměpána. Můžeme tu najít i příslušníky vládnoucích či s nimi rovnocenných rodů (Habsburg-Lothringen, Leuchtenberg), ovšem najdeme tu např. i rody s titulem nižším než hrabě, rody se statky příslušejícími k říšskému rytířstvu či rod starohrabat Salm-Reifferscheid-Dyck, který přišel o své panství již následkem francouzské okupace levého břehu Rýna a podpisu míru v Lunéville, a který byl za svou ztrátu i řádně finančně odškodněn. Jako oblíbenci pruského krále bylo ale starohraběti (od r. 1816 knížeti) vráceno a potvrzeno stavovské panství ve smyslu autonomie a práva zasedat v pruských stavovských sněmech, nikoli již ve smyslu rovnorodosti vysoké aristokracie. Prusko obecně patřilo k nejvelkorysejším protektorským zemím ve vztahu ke svým "stavovským pánům" (německy der Standesherr, pl. die Standesherren). Stavovská panství se skládala podle rozhodnutí Vídeňského kongresu z bývalých říšských území, na něž se vázalo říšské stavovství, krajské stavovství, ale někdy šlo jen o bývalá říšská bezprostřední území, jejichž majitelé dokonce ani nebyli vždy říšskými stavy. V případě některých rodů (Leuchtenberg, Hohenlohe-Ratibor-Corvey) bylo navíc za stavovské prohlášeno bývalé bezprostřední duchovní panství, sekularizované již v roce 1803. Vedle stavovských panství vzniklých mediatizací Prusko udržovalo i nově zřizovalo taková území v bývalých zemích Koruny české, Slezsku a Dolní Lužici, i mimo ni. Držba takovéhoto nemediatizovaného "Standesherrschaft" sice dávala svému majiteli obdobná quasi-vladařská práva, ovšem sama o sobě mu nezaručovala přístup mezi vysokou mediatizovanou aristokracii.

### Práva mediatizovaných panství
K základním právům mediatizovaných panství po jejich mediatizaci měla patřit, podle článku XIV. Zakládacích akt Německého spolku (Deutsche Bundesakte) patřila práva dozoru nad školstvím, dohledu nad církevními záležitostmi (kostelní patronát), právo svobodného lovu, právo volného rybolovu, vlastní lesní správy a horní regál, osvobození od spotřebních daní z prostředků na vedení domácnosti, osvobození od daně z hlavy. Ne všechna tato práva ovšem byla vždy dodržována. V Bádensku např. nebyl povolen svobodný rybolov ani vlastní lesní hospodaření a horní regál. Právo lovu bylo ve všech státech Německého spolku mediatizovaným trvale odňato v roce 1848, který obecně znamenal výraznou ztrátu autonomních práv mediatizovaných.

### Království Pruské
- knížectví Recklinghausen (vévoda z Arenbergu, zabráno Francií r. 1810)
- jižní část knížectví Rheina-Wollbeck (vévoda Looz-Corswarem)
- hrabství Wied-Neuwied (kníže Wied-Neuwied)
- knížectví Solms-Braunfels sestávající s hrabství Braunfels a panství Greifenstein (kníže Solms-Braunfels)
- hrabství Hohensolms (kníže Solms-Hohensolms-Lich)
- hrabství Dülmen (vévoda Croÿ-Dülmen, mediatizováno Arenbersko-Meppenskem)
- hrabství Rietberg (kníže Kounic-Rietberg, v roce 1807 mediatizováno Vestfálským královstvím)
- panství (též hrabství) Dyck (starohrabě Salm-Reifferscheid-Dyck, 1795 zabráno Francií, potvrzeno 1797 a 1801, výplata odškodnění r. 1803, restituce panství zpět v r. 1808 z vůle Francouzského císařství, potvrzeno Pruskem r. 1815, uznání jako stavovské a autonomní panství r. 1826)
- spojené knížectví Salm (kníže Salm-Salm a kníže Salm-Kyrburg)
- panství Anholt (kníže Salm-Salm)
- rytířské panství Wildenburg (hrabě Hatzfeld-Wildenburg-Weisweiler a hrabě Hatzfeld-Wildenburg-Werther) - r. 1821 potvrzeno jako zvl. pruské stavovské panství[11]
- rytířské panství Schönstein (majitelé dtto., původně pod svrchovaností kurfiřta kolínského, r. 1803 sekularizováno princem oranžským) - r. 1821 potvrzeno jako zvl. pruské stavovské panství[11]
- hrabství Steinfurt (hraběnka Bentheim-Steinfurt)
- panství Rheda (hrabě Bentheim-Tecklenburg-Rheda, r. 1808 obsazeno Francií, r. 1809 mediatizováno Bergem, před r. 1808 říšsky bezprostřední, ale zároveň pruské léno)[12]
- hrabství Limburg (Dtto.)
- panství Gimborn-Neustadt (hrabě Wallmoden-Gimborn)
- hrabství a kondominium Nieder-Isenburg (kníže Wied-Neuwied a hrabě von Walderdorff)
- panství Styrum (hrabě Limburg-Bronckhorst)
- hrabství Wernigerode (hrabě Stolberg-Wernigerode, r. 1714 mediatizováno Pruskem)
- hrabství Stolberg (hrabě Stolberg-Stolberg, r. 1731 mediatizováno Saskem)
- hrabství Roßla (hrabě Stolberg-Roßla, r. 1731 mediatizováno Saskem, podíl na prefektuře Heringen, která byla kondominiem s knížectvím Schwarzburg-Rudolstadt, byl r. 1815 odkoupen pruským státem)
- hrabství Berleburg a  panství Homburg (kníže Sayn-Wittgenstein-Berleburg)
- hrabství Wittgenstein (kníže Sayn-Wittgenstein-Hohenstein)
- hrabství Horstmar (hrabě Salm-Horstmar) – od r. 1816 kníže
- panství Gehmen (svobodný pán Boyneburg-Bömelberg, mediatizováno knížectvím Salm)
- svobodné panství (vesnice) Schauen (svobodný pán von Grote, r. 1807 mediatizováno Vestfálským královstvím)
- Knížectví Corvey (lankrabě hesensko-rothenburský) - stavovské panství zřízeno roku 1821 z bývalého sekularizovaného říšského opatství, jeho autonomie formálně neodpovídala mediatizovaným panstvím, ale slezským stavovským panstvím
- panství (okres) Walternienburg (vévoda anhaltsko-desavský) - panství od r. 1659, resp. 1746 pod saskou kontrolou, ale v majetku Anhaltska, resp. Anhaltska-Zerbstu, roku 1796 přiznáno jako majetek Anhaltsko-Desavsku, ale stále pod saskou územní výsostí, od r. 1813/15 pod vládou Pruska
- knížectví Fulda, původně biskupství a opatství, sekularizované v l. 1802/1803, v r. 1816 předáno Hesensku-Kasselsku
- enkláva Schwarza (hrabě Stolberg-Wernigerode, mediatizována Saskem r. 1809)

### (Velko)vévodství Oldenburg
Oldenburský velkovévoda byl faktickým regentem za duševně nemocného bratra a odmítal po dobu regentství uznat nový titul pro sebe a svou zem, garantovaný mu Vídeňským kongresem, proto se země formálně stala velkovévodstvím po smrti duševně nemocného bratra a regentově nástupu v r. 1823.
- panství Jever (Ruské impérium, 1807 anektováno Holandským královstvím, r. 1810 Francií, v r. 1813 opět ruské, získáno Oldenburskem r. 1818)[13]
- panství Innhausen a Kniphausen, panství Varel (Varel byl od počátku pod volnou oldenburskou svrchovaností) hrabě Aldenburg-Bentinck, 1807 mediatizováno Holandským královstvím, rozsáhlá míra autonomie, obnoveno jako samostatný stát r. 1813, od r. 1826 pod volnou nadvládou Oldenburska)
- panství Dinklage (hrabě von Galen, původně říšské bezprostřední panství pod volným lenním závazkem k münsterským biskupům, r. 1810 obsazeno Francií, r. 1814 obnoveno jako zcela nezávislé panství, r. 1827 mediatizováno Oldenburskem)[14]

### Kurfiřtství Hesensko-kasselské
- knížectví Isenburg a jeho mediatizovaná hrabství (viz knížectví Isenburg k r. 1806, od r. 1816, svrchovanost předána Rakouskem)
- vesnice Praunheim (hrabě Solms-Rödelheim-Assenheim, od r. 1816, svrchovanost předána Hesensko-Darmstadtskem)
- hradské léno v nedílu Gelnhausen (kurfiřt-hesensko-kasselský jako držitel celého nedílu, do r. 1806 zvláštní státoprávní status v rámci kurfiřtství, přímá držba, zavedená po zániku říše r. 1806, byla v r. 1815 obnovena)
- knížectví Fulda, získáno od Pruska r. 1816 a prohlášeno velkovévodstvím.

### Království Saské
- panství Waldenburg (kníže Schönburg-Waldenburg r. 1740 mediatizováno Saskem)
- panství Glauchau (hrabě Schönburg-Glauchau, dtto.)
- hrabství Hartenstein (kníže Schönburg-Hartenstein, dtto.)[15]
- panství Wildenfels (hrabě Solms-Wildenfels, 1706 mediatizováno Saskem)[15]

### Císařství Rakouské
- knížectví Leyen-Hohengeroldsegg (kníže von der Leyen, do r. 1819, pak předáno Bádensku, mediatizováno Rakouskem r. 1814)
- knížectví Isenburg a jeho mediatizovaná hrabství a panství (viz knížectví Isenburg, mediatizováno 1815, v roce 1816 předáno Hesensku-Kasselsku, malá část Hesensko-Darmstadtsku, viz tam)
- panství Eschau (část bývalého hrabství Erbach-Erbach) (hrabě Erbach-Erbach, r. 1814 získáno od Frankfurtského velkovévodství, r. 1816 postoupeno Bavorsku)
- hrabství Lustenau (hrabě Waldburg-Zeil-Lustenau-Hohenems, v l. 1814–1817 zcela suverénní, od r. 1817-1830 rozsáhlá míra autonomie, větší než u jiných stavovských panství, rakouská svrchovanost)
- vinařství Johannisberg (kníže Metternich-Winneburg, před napoleonskými válkami fuldská exkláva, 1803 součást Nasavsko-Oranžsko-Fuldska, 1807 součást Francie, roku 1815 přiřknuto Rakousku, od r. 1816 panství Metternichů pod nadvládou Rakouska, jen formální svrchovanost Rakouska trvající do r. 1851, pak svrchovanost přešla na Nasavské vévodství.

### Velkovévodství Bádenské
Bádensko neuznávalo zvláštní práva mediatizovaných statků říšského rytířstva, a to ani v případě, že jejich držitelé pocházeli z mediatizované aristokracie.
- většina okněžněného hrabství Fürstenberg a lankrabství Baar,  celé lankrabství Stühlingen (kníže Fürstenberg)
- hrabství Heiligenberg a  panství Hausen (Dtto.)
- knížectví Leiningen s výjimkou okresu Amorbach (kníže Leiningen)
- část knížectví Krautheim na pravém břehu řeky Jagst (kníže Salm-Reifferscheid-Krautheim)
- část statků knížat Löwenstein-Wertheim-Rosenberg (polovina  hrabství Wertheim, část panství Gerichtstetten)
- druhá polovina hrabství Wertheim (kníže Löwenstein-Wertheim-Freudenberg)
- panství Neudenau (hrabě Leiningen-Heidesheim-Neudenau)
- panství Billigheim (hrabě Leiningen-Guntersblum-Billigheim)
- knížectví Leyen-Hohengeroldsegg (od r. 1819, získáno od Rakouska, kníže von der Leyen)

### Království Bavorské
- okněžněné hrabství Schwarzenberg s  panstvím Seinsheim (kníže Schwarzenberg)
- část statků knížete Löwenstein-Wertheim-Rosenberg (zejm. část  hrabství Wertheim)
- hrabství Castell (hrabě Castell-Castell a hrabě Castell-Rüdenhausen)
- hradský okrsek Freudenberg, kartouza Grünau a proboštství Triesenstein (kníže Löwenstein-Wertheim-Freudenberg)
- knížectví Eichstätt (r. 1817 zřízeno pro rod Leuchtenberků z biskupství sekularizovaného r. 1803)
- hrabství Tambach (hrabě Ortenburg-Tambach)
- hrabství Oettingen-Spielberg (kníže Oettingen-Spielberg)
- hrabství Oettingen-Wallerstein (kníže Oettingen-Wallerstein)
- panství Schillingsfürst (část knížectví Hohenlohe-Waldenburg) (kníže Hohenlohe-Schillingsfürst)
- okres Amorbach (kníže Leiningen)
- okněžněné hrabství Edelstetten (kníže Esterházy z Galanty)
- panství Elgau, Glött, Ilgartschberg a Oberndorf (hrabě Fugger-Glött)
- panství Eppichhausen, Kirchheim, Türkenfeld a Schmüchen (hrabě Fugger-Kirchheim)
- panství Norndorf a Mickhausen, polovina panství Schwindegg, vsi Ehingen a Lauterbronn, osady Duttenstein, Diemingen a Wangenhof (hrabě Fugger-Nordendorf)
- hrabství Kirchberg,  panství Weißenhorn, Bollenstetten, Marstetten a Pfaffenhofen (hrabě Fugger-Kirchberg)
- Knížectví Babenhausen (sestávalo z panství Babenhausen, Kettershausen a Boos), panství Biberach, Geiblingen a Wöllenburg, fojtství Röttenbach (kníže Fugger-Babenhausen)
- rytířská panství Thurnau, Buchau a Wiesenfels (hrabě Giech, 1796, mediatizována Pruskem)[16]
- část společného rodového knížectví Waldburg, konkrétně malá část hrabství Trauchburg (kníže Waldburg-Zeil-Trauchburg)
- rytířské panství (též hrabství) Pappenheim (hrabě Pappenheim)
- říšské okněžněné purkrabství Winterrieden (kníže Sinzendorf)
- panství Wiesentheid (hrabě Schönborn-Wiesentheid)
- panství Reichelsberg (Dtto.)
- rytířská panství Illereichen a Kellmünz (kníže Schwarzenberg)
- panství Speckfeld (dvě hrabata Rechteren-Limpurg, tři hrabata Pückler-Limpurg-speckfeldská linie, kníže Colloredo-Mannsfeld, kníže Löwenstein-Wertheim-Freudenberg-starší linie, dva princové Sayn-Wittgenstein-Hohenstein, hrabě Isenburg-Wächtersbach, hraběnka Isenburg-Meerholz, hraběnka Bentheim-Tecklenburg-Rheda)
- hrabství Thannhausen (hrabě Stadion-Thannhausen)
- panství Buxheim (hrabě Waldbott-Bassenheim)
- panství Eschau (část bývalého hrabství Erbach-Erbach) (hrabě Erbach-Erbach, získáno od Rakouska r. 1816)[17]
- okněžněné hrabství Umpfenbach (kníže Löwenstein-Wertheim-Freudenberg-mladší linie, zakoupeno r. 1813 od tajného rady von Feder zu Wertheim, v l. 1810–1816 pod svrchovaností Hesensko-Darmstadtska, r. 1816 předáno Bavorsku)
- statky knížecího arcibiskupství Řezno

### Království Württemberské
- část knížectví Hohenlohe-Neuenstein (kníže Hohenlohe-Langenburg)
- část knížectví Hohenlohe-Neuenstein (kníže Hohenlohe-Kirchberg)
- část knížectví Hohenlohe-Neuenstein (kníže Hohenlohe-Oehringen)
- část knížectví Hohenlohe-Neuenstein (kníže Hohenlohe-Ingelfingen)
- část knížectví Hohenlohe-Waldenburg (panství Waldenburg) (kníže Hohenlohe-Waldenburg-Schillingsfürst)
- část knížectví Hohenlohe-Waldenburg (kníže Hohenlohe-Bartenstein)
- část knížectví Hohenlohe-Waldenburg (kníže Hohenlohe-Bartenstein-Jagdsberg)
- knížectví Windisch-Graetz sestávající z  hrabství Eglofs a panství Siggen (kníže Windisch-Graetz)
- část společného rodového knížectví Waldburg, konkrétně hrabství Waldburg, panství Wolffegg, Waldsee a Winterstetten (kníže Waldburg-Wolffegg-Waldsee)
- část společného rodového knížectví Waldburg, konkrétně panství a kondominium Kißlegg (kníže Waldburg-Wolffegg-Waldsee a kníže Waldburg-Zeil-Trauchburg)
- část společného rodového knížectví Waldburg, konkrétně hrabství Zeil a panství Herroth (kníže Waldburg-Zeil-Trauchburg)
- část společného rodového knížectví Waldburg, konkrétně panství Wurzach a Marstetten (kníže Waldburg-Zeil-Wurzach)
- hrabství Königsegg a  svobodné panství Aulendorf (hrabě Königsegg-Aulendorf)
- panství Neu-Ravensburg (kníže Ditrichštejn)
- část knížectví Krautheim na levém břehu řeky Jagst (kníže Salm-Reifferscheid-Krautheim)
- panství Tannheim (hrabě Schaesberg)
- část hrabství Limpurg-Gaildorf (část, která nepatřila Württembersku, hrabě Waldeck-Limpurg, hrabě Isenburg-Meerholz, nevládnoucí hrabě Isenburg-Meerholz, hrabě Solms-Rödelheim-Assenheim, hraběnka von Röder, hraběnka Bentheim-Steinfurt)
- okres (Amt) Havingen (kníže Fürstenberg)
- část rytířského panství Illereichen (kníže Schwarzenberg, r. 1810 získáno od Bavorska na základě hraniční dohody)
- hrabství Schussenried a  Weißenau (hrabě Šternberk-Manderscheid)
- hrabství Mietingen a Sulmingen (hraběnka Plettenberg-Wittem)
- rytířské panství Warthausen (hrabě Stadion-Warthausen)
- knížectví Ochsenhausen (kníže Metternich-Winneburg)
- okresy Brandenburg a Dietenheim (hrabě Fugger-Kirchberg, získáno hraniční smlouvou s Bavorskem r. 1810, původně součást Bavorskem mediatizovaného hrabství Kirchberg)
- hrabství Isny (hrabě Quadt-Wyckrath-Isny)
- hrabství Heggbach (hrabě Waldbott-Bassenheim)
- hrabství Baindt (hraběnka Aspremont-Linden) – v roce 1813 znovu zakoupeno
- okněžněné hrabství Friedberg-Scheer a panství Bussen, Durnheim a Dürmentingen (kníže Thurn-Taxis)
- knížectví Buchau (Dtto.)
- bývalé benediktinské opatství Neresheim (majitel Dtto., v r. 1810 předáno Bavorskem pod württemberskou svrchovanost na základě hraniční dohody)
- panství Egglingen a hradský úděl Duttenstein (majitel Dtto., v r. 1810 předáno Bavorskem pod württemberskou svrchovanost na základě hraniční dohody)
- rytířská panství Hohenrechberg, Donzdorf, Weißenstein a Ramsberg (hrabě Rechberg-Rothenlöwen)
- hrabství Gutenzell (hrabě Toerring)
- řádové knížectví Mergentheim s exklávami (velmistr Řádu německých rytířů, 1809)

### Knížectví Hohenzollern-Sigmaringen
- panství Trochtelfingen a panství Jungnau,  část hrabství Mößkirch (kníže Fürstenberg)
- panství Strasberg a okres Ostrach (kníže Thurn-Taxis)
- rytířská panství Gammerfingen a Hettingen (svobodný pán von Speth zu Zwiefalten)

### Velkovévodství Hesensko-darmstadtské
- panství Gedern (hrabě Stolberg-Wernigerode)
- prefektura (Amt) a kondominium Ortenberg (hrabě Stolberg-Roßla, hrabě Stolberg-Wernigerode)
- panství Ilbenstadt (hrabě Leiningen-Westerburg, starší linie)
- hrabství Lich (kníže Solms-Hohensolms-Lich)
- hrabství Laubach (hrabě Solms-Laubach)
- hrabství Rödelheim (hrabě Solms-Rödelheim-Assenheim)
- panství a kondominium Assenheim (hrabě Solms-Rödelheim-Assenheim, hrabě Isenburg-Wächtersbach)
- vesnice Praunheim (hrabě Solms-Rödelheim-Assenheim, v r. 1816 postoupena svrchovanost Hesensko-Kasselsku po hraniční dohodě)
- panství Engelthal (hrabě Solms-Wildenfels)
- panství Heubach a Habitzheim (kníže Löwenstein-Wetheim-Rosenberg)
- panství Breuberg (kníže Löwenstein-Wetheim-Rosenberg a hrabě Löwenstein-Wetheim-Freudenberg)
- hrabství Erbach (hrabě Erbach-Erbach)
- hrabství Schönberg (hrabě Erbach-Schönberg)
- hrabství Fürstenau (hrabě Erbach-Fürstenau)
- rytířské panství Heusenstamm (hrabě Schönborn-Wiesentheid, mediatizováno r. 1806 Isenburgem, v l. 1815–1816 pod svrchovnanností Rakouska)
- městečko Offenbach s okolím včetně statků nevládnoucí příbuzné apanážované hraběcí větve Isenburg-Philippseich (kníže Isenburg-Birstein, od r. 1816, získáno od Rakouska)
- město Marienborn s okolím (hrabě Isenburg-Meerholz, od r. 1816, získáno od Rakouska)
- část hrabství Büdingen (hrabě Isenburg-Büdingen, od r. 1816, získáno od Rakouska)
- ves Bindsachsen (hrabě Isenburg-Wächtersbach, od r. 1816, získáno od Rakouska)
- říšské purkrabství Friedberg (do smrti posledního voleného purkrabího r. 1817 poté přímá držba)
- rytířské panství Schlitz (hrabě Schlitz zvaný von Görtz) v Hesenském velkovévodství - uznáno za mediatizované panství
- okněžněné hrabství Umpfenbach (kníže Löwenstein-Wertheim-Freudenberg-mladší linie, zakoupeno r. 1813 od tajného rady von Feder zu Wertheim, v l. 1810–1816 pod svrchovaností Hesensko-Darmstadtska, r. 1816 předáno Bavorsku)
- komenda Schiffenberg (Řád německých rytířů, r. 1807 mediatizováno Vestfálským královstvím, 1809 sekularizováno, od 1813 hesenská)
- lankrabství Hesensko-Homburské (roku 1817 obnoveno jako samostatný stát)

### Království Hannoverské
- vévodství Arenberg-Meppen (vévoda z Arenbergu, r. 1810 zabráno Francií)
- hrabství Bentheim (hrabě Bentheim-Steinfurt, mediatizováno Bergem, teprve v r. 1822 uvolněno ze zástavy, obnovené r. 1813, a uznáno r. 1823 za stavovské panství, do r. 1829 trval dědický spor knížat Bentheim-Steinfurt s rodem knížat Bentheim-Tecklenburg-Rheda)[18]
- severní část knížectví Rheina-Wollbeck (vévoda Looz-Corswarem, mediatizováno Bergem)
- statek Lage (hraběnka von Wassenaer zu Opdam, práva mediatizovaného rytířského statku přiznána r. 1834)[19]

Državy rodu Stolberg-Stolberg, konkrétně prefektura Neustadt z bývalého hrabství Hohnstein, kterou Hannoversko mediatizovalo již v roce 1738 nebyly po roce 1815 hannoverským králem považovány za mediatizované domény. Hraběti Stolberg-Stolberg bylo však i přesto na základě držby části Hohnsteinu v roce 1819 vyhrazeno právo dědičného hlasu v panské sněmovně hannoverského parlamentu.

### Vévodství Nasavské
- panství Runkel a Selters (kníže Wied-Runkel)
- hrabství Holzappel a  panství Schaumburg (princezna Anhalt-Bernburg-Schaumburg-Hoym, toho roku provdaná Habsburg-Lothringen)
- panství Nievern a  Ahrenfels (kníže von der Leyen)
- rytířské statky[5][6] Reiffenberg a Kransberg (hrabě Waldbott-Bassenheim)
- vinařství Johannisberg (kníže Metternich-Winnenburg, svrchovanost roku 1851 předána Rakouskem - viz tam)

## Další osudy stavovských panství
| Rok     | Stavovské panství                                                    | Změna statusu |
| ------- | -------------------------------------------------------------------- | --- |
| 1816    | Anholt                                                               | Kníže Salm-Salm prodává výnos z výběru cla na Rýně v Anholtu Nizozemskému království za "věčnou rentu" 22 000 zl. ročně |
| 1816    | Limburg a Rheda                                                      | Hrabě Bentheim-Tecklenburg-Rheda prodává některá stavovská práva pruskému státu za "věčnou rentu" 12 000 rýnských tolarů ročně |
| 1817    | Baindt                                                               | Sňatkem přešlo na rod Erdödyů, téhož roku prodáno rodu Salm-Reifferscheidt-Dyck, práva stavovského panství zanikají |
| 1818    | Roth                                                                 | Hrabě Wartenberg-Roth prodává panství hraběti Erbach-Erbach. Práva stavovského panství jsou zachována, mj. proto, že kupující je z mediatizovaného rodu. |
| 1819    | Gimborn a Neustadt                                                   | Hrabě Wallmoden prodává panství pruskému státu |
| 1819    | Limpurg-Speckfeld                                                    | Hrabě Rechteren-Limpurg ze starší linie, prodává stavovské panství strýci, hraběti Rechteren-Limpurg z mladší linie, oba rechterenské díly Speckfeldského panství jsou tak sjednoceny v jedněch rukou |
| 1821    | Münzenberg                                                           | Kondominium pozbylo práva stavovského panství ve prospěch Hesensko-Darmstadtska |
| 1822    | Rietberg                                                             | Kníže Kounic prodává panství obchodnické rodině Tenge z Osnabrücku, roku 1835 dochází ke konečné dohodě, kdy kupci získávají statky, pruský král odnímá práva stavovského panství, která de facto bere na sebe, titul připadá knížeti z Lichtenštejnu |
| 1822    | Gemen                                                                | Stavovské panství prodáno svobodnému pánu von Landsberg-Velen, prozatím bez zvláštních stavovských práv |
| 1823    | Limpurg-Speckfeld, rechterenská část                                 | Hrabě Rechteren-Limpurg prodává panství bavorskému státu |
| 1823    | Winterrieden                                                         | Hraběnka Sinzendorfová, dědička po posledním knížeti (†1822) prodává panství hraběti Thurn-Walsassina, zvláštní práva stavovského panství zanikají |
| 1824    | Recklinghausen                                                       | Vévoda s Arenbergu prodal daňové zvýhodnění panství pruskému státu výměnou za rentu |
| 1824    | Ahaus-Bocholt (Salm)                                                 | Kníže Salm-Kyrburg prodává svůj (třetinový) podíl na stavovském panství druhému spoluvlastníku, knížeti Salm-Salm za "věčnou rentu" 5200 rýnských tolarů ročně a převzetí rodových dluhů ve výši 50 000 rýnských tolarů. Z prodeje je vyjmut zámek v Ahausu s příslušenstvím a také lovecké právo.                                                                                               |
| 1824    | Rheina-Wolbeck, hannoverská severní část                             | Vévoda Looz-Corswarem prodává stavovská práva v hannoverské část stavovského panství hannoverskému králi za "věčnou rentu" 1200 rýnských tolarů. Pozemky a obvyklá práva vrchnosti si ponechává. |
| 1824    | Wied-Neuwied a Nieder Isenburg                                       | Umírá poslední kníže Wied-Neuwied, stavovská panství dědí kníže Wied-Runkel |
| 1825    | Ochsenhausen                                                         | Kníže Metternich prodává panství württemberskému státu |
| 1825    | Nieder Isenburg                                                      | Hrabě von Walderdorff prodává svůj podíl na kondominiu knížeti Wied-Runkel |
| 1826    | Krautheim                                                            | Kníže Salm-Reifferscheidt-Krautheim prodává württemberskou část panství státu |
| 1826    | Erbach-Schönberg                                                     | Hrabě Erbach-Schönberg prodává hesensko-darmstadtskému státu právo soudnictví první instance |
| 1826    | Warthausen                                                           | Hrabě Stadion-Warthausen prodává panství Württembersku. |
| 1827    | Limpurg-Gaildorf, část Colloredo-Mannsfeldů (tzv. panství Gröningen) | Kníže Colloredo-Mannsfeld prodává panství Württembersku. |
| 1827    | Elgau, Glött, Ilgartschberg a Oberndorf (hrabě Fugger-Glött)         | Hrabě Fugger-Glött postupuje soudní pravomoc na svých panstvích Bavorsku, majetek si však ponechává. |
| 1829    | Witgenstein                                                          | Kníže Sayn-Wittgenstein-Hohnstein prodává svá práva stavovského panství pruskému státu, ponechává si pouze pozemky a obvyklá práva vrchnosti |
| 1830    | Lustenau                                                             | Autonomní panství je plně připojeno Rakouskem, stavovské panství obvyklého druhu není zřízeno. Hrabě Waldburg-Zeil-Lustenau se stává běžným rakouským šlechticem. |
| 1830    | Neu Ravensburg                                                       | Kníže Ditrichštejn prodal panství Württembersku |
| 1830    | Leiningen                                                            | Kníže Leiningen se na celém svém stavovském panství, tj. v jeho částech v Bádensku, v Bavorsku i v Hesensko-Darmstadtsku vzdává soudní a policejní pravomoci 2. instance. |
| 1833    | Eichstätt                                                            | Vévoda z Leuchtenergu prodává panství bavorskému králi |
| 1834    | Corvey                                                               | Princ Hohenlohe-Schillingsfürst dědí Corvey spolu s Ratibořským vévodstvím, po zemřelém posledním lankraběti hesensko-rotenburském. Roku 1840 je mu pruským králem přiznán titul "vévoda ratibořský a kníže z Corvey" |
| 1835    | Schussenried a Weissenau                                             | Hrabě Šternberk-Manderscheid prodává panství Württembersku |
| 1835/36 | Straßberg                                                            | Kníže Thurn-Taxis prodává panství hraběti Langensteinovi, koupi si však vynutí knížectví Hohenzollern-Sigmaringen |
| 1836    | Dülmen                                                               | Vévoda z Croÿ prodává panství hraběti von Merveldt, pruský král ruší status stavovského panství |
| 1839    | Rheina-Wolbeck, pruská jižní část                                    | Panství sňatkem přechází z rodu Looz-Corswarem na původem lucemburský hraběcí rod de Lannoy, roku 1840 pruský král potvrzuje hraběti práva stavovského panství a povyšuje jej na pruského knížete von Rheina-Wolbeck s titulem dědičným pro prvorozené syny. Roku 1931 po vymření rodu se panství vrací dědictvím do rukou vévody Looz-Corswarem                                                 |
| 1839    | Mietingen a Sulmingen                                                | Sňatkem z roku 1833 přechází panství na hraběte Esteházyho z Galanty, ovšem již bez práv stavovského panství. Hraběcí větev Esterházyů nepatřila k mediatizovaným rodům |
| 1840    | Jungnau                                                              | Kníže Fürstenberg prodává panství Hohenzollernsko-sigmaringenskému státu |
| 1841    | Gemen                                                                | Gemenu jsou přiznána některá práva stavovského panství, na držbu Gemenu je navázána držba hraběcího titulu, primogeniturně dědičného pod jménem "hrabě von Landsberg-Velen und Gemen", uděleného o rok dříve. |
| 1845    | Roth                                                                 | Hrabě Erbach-Erbach prodává sídelní zámek (bývalý klášter), ovšem nikoli okolní lesy, Württembersku. |
| 1846    | Widdern                                                              | Panství, které bylo od r. 1815 bádensko-württemberským kondominiem přechází hraniční dohodou na Württembersko. Statky knížete Löwenstein-Wertheim-Rosenberg, dosud ležící v bádenské části kondominia neměly dosud, jako bývalé statky říšského rytířstva, v Bádensku práva stavovských panství. Převodem země na Württembersko se však kníže stal jedním ze stavovských pánů tohoto království. |
| 1848    | Nievern a Ahrenfels                                                  | Kníže von der Leyen prodává obě panství hraběti von Westerholt-Gysenberg, práva stavovského panství prodejem zanikají. |
| 1852    | Reiffenberg                                                          | Hrabě Waldbott-Bassenheim prodává panství neurozenému vlastníkovi, zvláštní práva stavovského panství zanikají. |
| 1853    | Kransberg                                                            | Hrabě Waldbott-Bassenheim prodává panství neurozenému vlastníkovi, zvláštní práva stavovského panství zanikají. |
| 1854    | Innhausen-Kniphausen a Varel                                         | Hrabě Bentinck-Aldenburg prodává panství oldenburskému velkovévodovi |
| 1860    | Schwarza                                                             | Na základě dohody s pruským komisařem a vrchním zemským prezidentem dosaženo v otázce Schwarzy, která dosud nebyla pojímána jako stavovské panství k ujednocení o jejím statusu. |
| 1867    | Holzappel a Schaumburg                                               | Po smrti posledního arcivévody z této větve Habsburků přechází panství sňatkem na rod velkovévodů z Oldenburgu |
| 1867    | Neudenau                                                             | Hrabě Leiningen-Heidesheim prodal sídelní zámek, ale ne okolní stavovské panství, neurozené rodině Nägele. |
| 1875    | Meppen a Recklinghausen                                              | Vévoda z Arenbergu přichází o všechna zbylá práva stavovského panství ve prospěch Pruska. |
| 1875    | Heggbach                                                             | Hrabě Waldbott von Bassenheim prodává panství hraběti Waldburg-Wolfegg-Waldsee, ovšem stavovská práva panství zanikají, i když kupující je z mediatizovaného rodu. |
| 1886    | Schwarza                                                             | Hrabě Stolberg-Wernigerode prodává svá feudální práva nad pozemky městečku Schwarza. |
| 1888    | Gutenzell                                                            | Panství po vymření rodu Toerring-Jettenbach-Gutenzell připadlo příbuzné větvi Toerring-Jettenbach-Seefeld. Stavovská práva panství byla v Bavorsku dále garantována a navíc byl dědický rod přijat i mezi mediatizovanou aristokracii s příslušnými osobními právy. |
| 1888    | Limpurg-Gaildorf, waldecký podíl                                     | Hraběcí rod Waldeck-Limpurg vymírá, sňatkem, uzavřeným roku 1846 se dědicem panství, při zachování stavovských práv, stává hrabě Bentinck-Aldenburg. |
| 1888    | Dyck                                                                 | Poslední kníže Salm-Reifferscheidt-Dyck umírá, dědicem se stává kníže Salm-Reifferscheidt-Krautheim, stavovská práva jsou zachována. |
| 1896    | Neudenau                                                             | Nastupuje nový a nezletilý hrabě Leiningen-Heidesheim, od tohoto roku se rod již za své stavovské panství neobjevuje v horní komoře bádenského parlamentu. |
| 1901    | Neudenau                                                             | Poslední hrabě Leiningen-Heidesheim umírá jako nezletilý. Panství přechází na bádenský stát. |
| 1902    | Limpurg-Speckfeld, pücklerovská část                                 | Rod hrabat Pückler-Limpurg prodává svou část Speckfeldu bavorskému státu. |
| 1908    | Thannhausen                                                          | Umírá poslední hrabě Stadion-Thannhausen, stavovské panství dědí hrabě Schönborn-Buchheim při zachování stavovských práv. |